# عبد الله السديري
عبد الله محمد السديري (ولد في 2 فبراير 1992) وهو حارس مرمى كرة القدم سعودي دولي وقد مثل المنتخب السعودي للشباب.
في موسم 2008-2009 كرمه نادي الهلال لمستواه الرائع الذي قدمه في دوري درجة الشباب وكان الهلال هو أقل فريق دخل عليه أهداف بالتعادل مع نادي حطين
انتقل إلى نادي الوحدة في عام 2016 بنظام الإعارة لمدة موسم و بعدها وقع مخالصة مالية مع نادي الهلال عام 2017 و وقع بعدها مع نادي الشباب و بعدها مع نادي التقدم .

## إنجازاته
- الدوري السعودي الممتاز للشباب: 1

2009
- الدوري السعودي الممتاز للناشئين: 1

2008
- كأس ولي العهد السعودي: 5

2009 ، 2010 ، 2011 ، 2012 ، 2013
- دوري المحترفين السعودي: 2

2010 ، 2011
- كأس خادم الحرمين الشريفين: 1

2015

## وصلات خارجية
- عبد الله السديري على موقع قاعدة بيانات كرة القدم.إي يو (الإنجليزية)
- عبد الله السديري على موقع ناشيونال فوتبول تيمز (الإنجليزية)
- عبد الله السديري على موقع Soccerway.com (الإنجليزية)

- عبد الله السديري - شبكة الزعيم - الموقع الرسمي لنادي الهلال